# فيليكس هيوستن
فيليكس هيوستن (بالإنجليزية: Felix Huston)‏ هو محامي أمريكي، ولد في 1800، وتوفي في 1857.